# Барский спиртовой комбинат
Барский спиртовой комбинат — предприятие пищевой промышленности в городе Бар Барского района Винницкой области.

## История
Винокуренный завод был построен в 1865 году в заштатном городе Бар Могилёвского уезда Подольской губернии Российской империи.
После начала первой мировой войны положение завода осложнилось в связи с введением 21 августа 1914 года запрета на продажу спиртного и ограничением производства спирта. В дальнейшем, город оказался в тылах действующей армии.
После Февральской революции, в апреле 1917 года был создан профсоюз рабочих сахарного завода. При участии войск гарнизона (здесь располагалось управление 7-й армии) здесь был создан Совет рабочих, крестьянских и солдатских депутатов, в мае 1917 года установивший на предприятиях города 8-часовой рабочий день. В дальнейшем город оказался в зоне боевых действий гражданской войны и власть здесь несколько раз менялась.

### 1918—1991
В феврале 1918 года Бар был оккупирован австро-немецкими войсками (которые оставались здесь до ноября 1918 года).
В ходе советско-польской войны в апреле 1920 года Бар захватили наступавшие польские войска, но 24 июня 1920 года они были выбиты частями РККА. После восстановления Советской власти началось восстановление разрушенных предприятий города (при этом на спиртзаводе и других предприятиях были организованы кружки для ликвидации неграмотности).
В 1925 году Барский спиртовой завод был реконструирован, возобновил работу и произвёл 180 тыс. декалитров спирта.
В ходе индустриализации 1930-х годов в городе была построена электростанция (в 1936 году введенная в эксплуатацию, после чего промышленные предприятия были электрифицированы), а спиртзавод — реконструирован и расширен.
В 1939 году на Барском спиртзаводе работало 135 человек.
В ходе Великой Отечественной войны 16 июля 1941 года Бар был оккупирован наступавшими немецкими войсками. Созданная в городе советская подпольная организация неоднократно выводила из строя оборудование спиртзавода с целью затруднить его использование в интересах оккупантов. Однако при отступлении гитлеровские войска сумели демонтировать и вывезти часть ценного оборудования спиртзавода.
25 марта 1944 года Бар был освобождён советскими войсками, и уже в этом году частично разрушенный спиртзавод, обеспечивавшая его электроэнергией городская электростанция и несколько других предприятий города были восстановлены и возобновили работу.
В соответствии с четвёртым пятилетним планом восстановления и развития народного хозяйства СССР на месте старого спиртзавода был построен новый спиртзавод. Он стал передовым предприятием спиртовой промышленности, и за достигнутые успехи в 1954 году ему было присвоено звание предприятия отменного качества.
В 1963 году именно на Барском спиртзаводе был сооружен первый в СССР цех по производству сухих кормовых дрожжей на отходах от производства спирта (мелассе и барде), а через два года завод был преобразован в Барский спирто-дрожжевой комбинат, на котором открыли исследовательскую лабораторию по выращиванию хлореллы.
В 1967 году комбинат произвёл свыше 2 млн декалитров спирта высшей степени очистки, 3,5 тыс. тонн хлебопекарных дрожжей и 2,5 тыс. тонн сухих кормовых дрожжей.
В апреле 1970 года за достижение высоких показателей в социалистическом соревновании в честь 100-летия со дня рождения В. И. Ленина комбинат был награждён Ленинской юбилейной Почётной грамотой ЦК компартии Украины, Президиума Верховного Совета УССР, Совета министров УССР и республиканского Совета профсоюзов.
В целом, в советское время комбинат входил в число ведущих предприятий города, на его балансе находились объекты социальной инфраструктуры.

### После 1991
После провозглашения независимости Украины комбинат перешёл в ведение Государственного комитета пищевой промышленности Украины и был переименован в Барский спиртовой завод.
В марте 1995 года Верховная Рада Украины внесла завод в перечень предприятий, приватизация которых запрещена в связи с их общегосударственным значением.
После создания в июне 1996 года государственного концерна спиртовой и ликеро-водочной промышленности «Укрспирт», завод был передан в ведение концерна «Укрспирт» и переименован в Барский спиртовой комбинат.
В январе 2000 года Кабинет министров Украины разрешил заводу производство компонентов для моторного топлива, в июле 2000 года была утверждена государственная программа «Этанол», предусматривавшая расширения использования этилового спирта в качестве энергоносителя, вместе с другими государственными спиртзаводами комбинат был включён в перечень исполнителей этой программы.
В ноябре 2005 года Немировский и Барский спиртзаводы являлись крупнейшими из 14 предприятий спиртовой промышленности на территории Винницкой области.
В июле 2010 года государственный концерн «Укрспирт» был преобразован в государственное предприятие «Укрспирт», завод остался в ведении ГП «Укрспирт».